# Apoksiomen
Apoksiomen (grč. ἀποξυόμενος, apoxyómenos: „onaj koji se struže”) jedna je od konvencionalnih poza u kojoj su antički Grci prikazivali atlete. Nakon treninga, sportaši su prašinu i znoj s (nauljenog) tijela skidali malim srpolikim instrumentom koji su Grci zvali ksistra (ξύστρα), a Rimljani strigil (strigilis); kipovi apoksiomena hvataju mladiće u takvim trenucima. 
Najpoznatijeg antičkog apoksiomena oblikovao je u bronci Lisip iz Sikiona, dvorski kipar Aleksandra Velikog, oko 330. pr. Kr. Original je izgubljen, no zabilježen je u Naturalis Historia Plinija Starijeg koji navodi kako je 20. pr. Kr. Marko Vipsanije Agripa postavio Lisipovo remek-djelo u Agrippinim kupkama u Rimu. Kasnije ga je car Tiberije dao premjestiti u njegovu spavaću sobu, a kad je narod zatražio da skulpturu vrati dao je napraviti kopiju. Danas je najpoznatija sačuvana antička mramorna kopija otkrivena 1849. u Trasteveru, a izložena u vatikanskom Museo Pio-Clementino.
Skulptura, nešto veća od naravne veličine, odlikuje se novim kanonom proporcija koji uvodi Lisip s nešto manjom glavom (1:8 od ukupne visine, za razliku od 1:7 Polikletovog kanona) i vitkijim udovima. Plinije je komentirao ovaj novi kanon riječima: „Dok su drugi prikazivali ljude onakvima kakvi jesu, on ih prikazuje kakvima se doimaju”. Lisip je svoju figuru smjestio u pravi kontrapost s jednom ispruženom rukom pojačavajući dojam pokreta iz više kutova gledanja.
Plinije je također zabilježio kako je Polikletov učenik Daidal još ranije napravio dvije varijacije ovog motiva od kojih je jedna, sva u dijelovima, pronađena u Efezu (Turska) 1896. godine, a koji je sastavljen i čuva se u Muzeju povijesti umjetnosti u Beču. Ovaj kip drži svoje ruke niže i prikazan je kako struže prašinu sa svoje lijeve ruke.
Godine 1996., na dnu mora kod Malog Lošinja, otkrivena je cijela, odlično sačuvana, skulptura Apoksiomena u pozi identičnoj onoj iz Efeza, tzv. Hrvatski Apoksiomen. Istraživanjem materijala i stila izrade kip je datiran u 2. – 1. st. pr. Kr. Od osam dosad poznatih varijacija prototipa Apoksiomena, lošinjski je kip najcjelovitiji i najbolje sačuvan. Iako je autor nepoznat, klasična ljepota i vrsnoća izrade govore o vrhunskome majstoru.